# Kościół Zmartwychwstania Pańskiego w Dzierżoniowie
Kościół Zmartwychwstania Pańskiego – rzymskokatolicki kościół filialny należący do parafii św. Jerzego w Dzierżoniowie.

## Historia
Jest to dawna kaplica pogrzebowa wzniesiona na cmentarzu parafialnym w 1910 roku według projektu Hermanna Foerstera. Po II wojnie światowej odbywały się w niej lekcje religii dla dzieci uczęszczających do ówczesnej Szkoły Podstawowej Nr 4 w Dzierżoniowie. W latach 1981–1982 kaplica została adaptowana na kościół. W prezbiterium zaprojektowanym przez księdza profesora Jana Dębskiego, zostało zamontowane trwałe tabernakulum. Świątynia została konsekrowana w dniu 7 października 1983 roku przez księdza biskupa Wincentego Urbana.